# Židovský duchovní seminář ve Vratislavi
Židovský duchovní seminář Josefa Fränkela ve Vratislavi (německy Jüdisch-Theologisches Seminar. Fränkelsche Stiftung) byla nejstarší škola svého druhu pro výuku rabínů a učitelů ve Střední Evropě.

## Historie

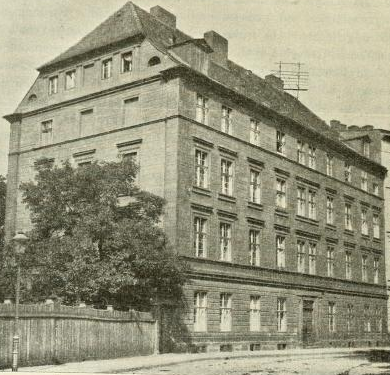
Budova semináře v roce 1904

Seminář byl založen roku 1854. Iniciátorem vzniku semináře byl Abraham Geiger a zakladatelem Joseph Jonas Fränkel. Prvním ředitelem byl Zachariáš Frankl.
Rabínské oddělení bylo činné od 10. srpna 1854 do roku 1938. Výuka trvala 7 let. Pedagogické oddělení existovalo od 30. října 1856 do roku 1867 a výuka na něm trvala 3 roky.
Seminář byl uzavřen v roce 1938 po událostech tzv. křišťálové noci v listopadu 1938. Za 84 let fungování semináře z něj vyšlo 723 absolventů, z toho 300 ze zahraničí.